# Gergelyfája
Gergelyfája (románul: Ungurei) település Romániában, Erdélyben, Fehér megyében.

## Fekvése
Gyulafehérvártól délkeletre, Székásveresegyháza és Spring közt fekvő település.

## Története
Gergelyfája már az Árpád-korban fennállt, nevét már 1241 előtt is említette oklevél. Nevét 1304-ben  p. Gregorfaya in loko Zekes formában említették.
1307-ben Gerugurfaya, 1332-1336 között Gregorii néven írták.
A Székes-földön fekvő falu birtokosa már a tatárjárás előtt Varsányi Gergely volt, róla nevezték el a falut is.
1304-ben Varsányi Gergely fia Tywan és annak két fia egy a kolozsmonostori konventtel szemben folytatott perben azt állította, hogy a falu öröklött birtokuk volt már a tatárjárás előtt is, és rokonuk Sólyom Benedek a birtok felét 50 M költségen visszaszerezte.
1313-ban egy oklevél a birtok felét az örökös nélkül elhalt Tyvan birtokának írta, míg másik fele László vajdára szállt, aki   megváltva Tyvan lányainak: Skolasztikának és Margitnak leánynegyedét azt cserébe adta Kelneki Dánielnek és Salamonnak. Ekkor határait is körülírták.
1324-ben a Kelnekieké, később több birtokos is osztozott rajta.
1336-ban már egyházas hely volt. Ekkor a pápai tizedjegyzék szerint papja 45 dénár pápai tizedet fizetett.
1910-ben 219 lakosából 7 magyar, 884 német, 431 román volt. Ebből 12 római katolikus, 207 evangélikus volt.
A trianoni békeszerződés előtt Alsó-Fehér vármegye Kisenyedi járásához tartozott.

## Hivatkozások

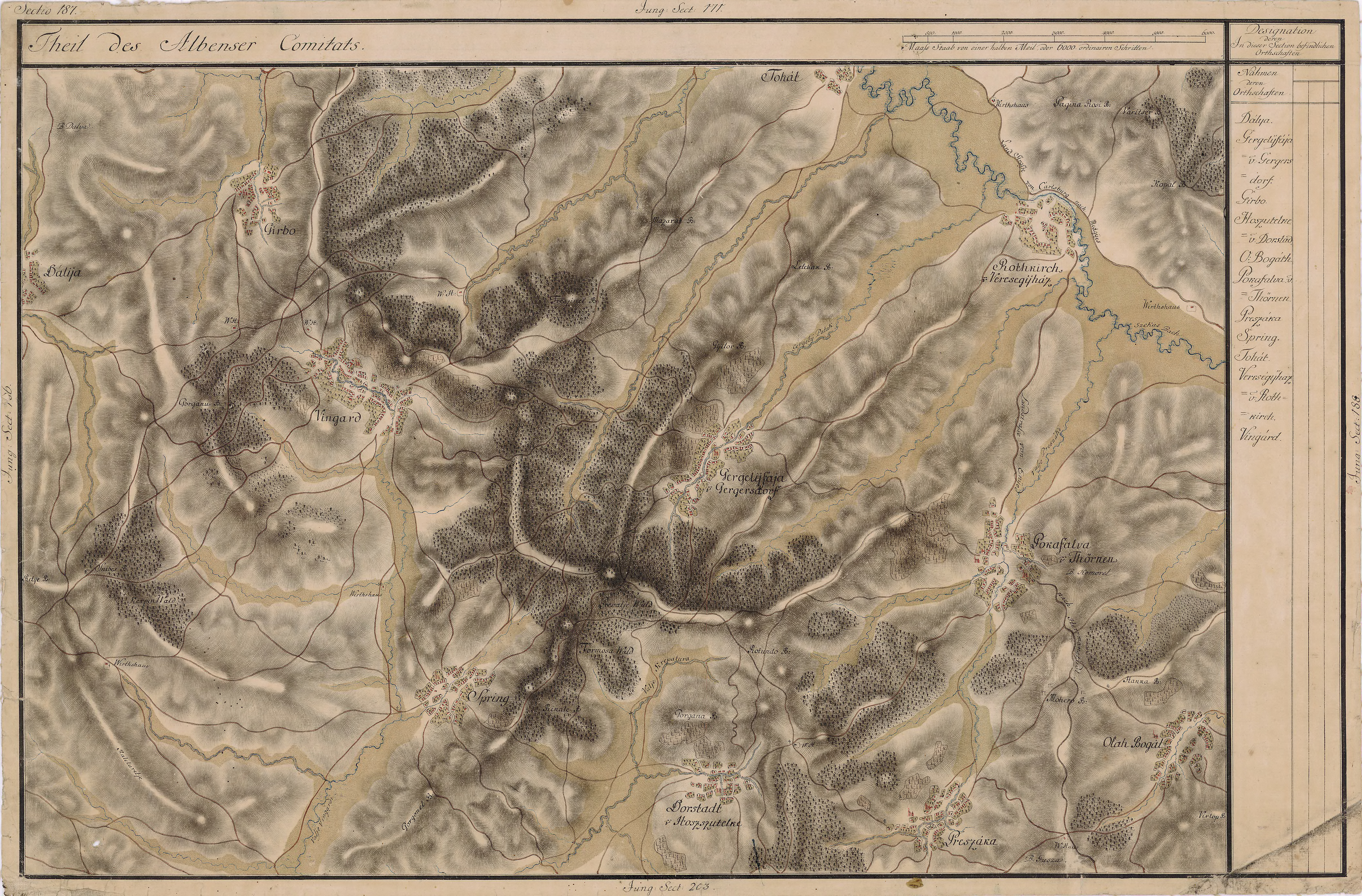
Gergelyfája egy régi térképen